# Trụ cột ánh sáng

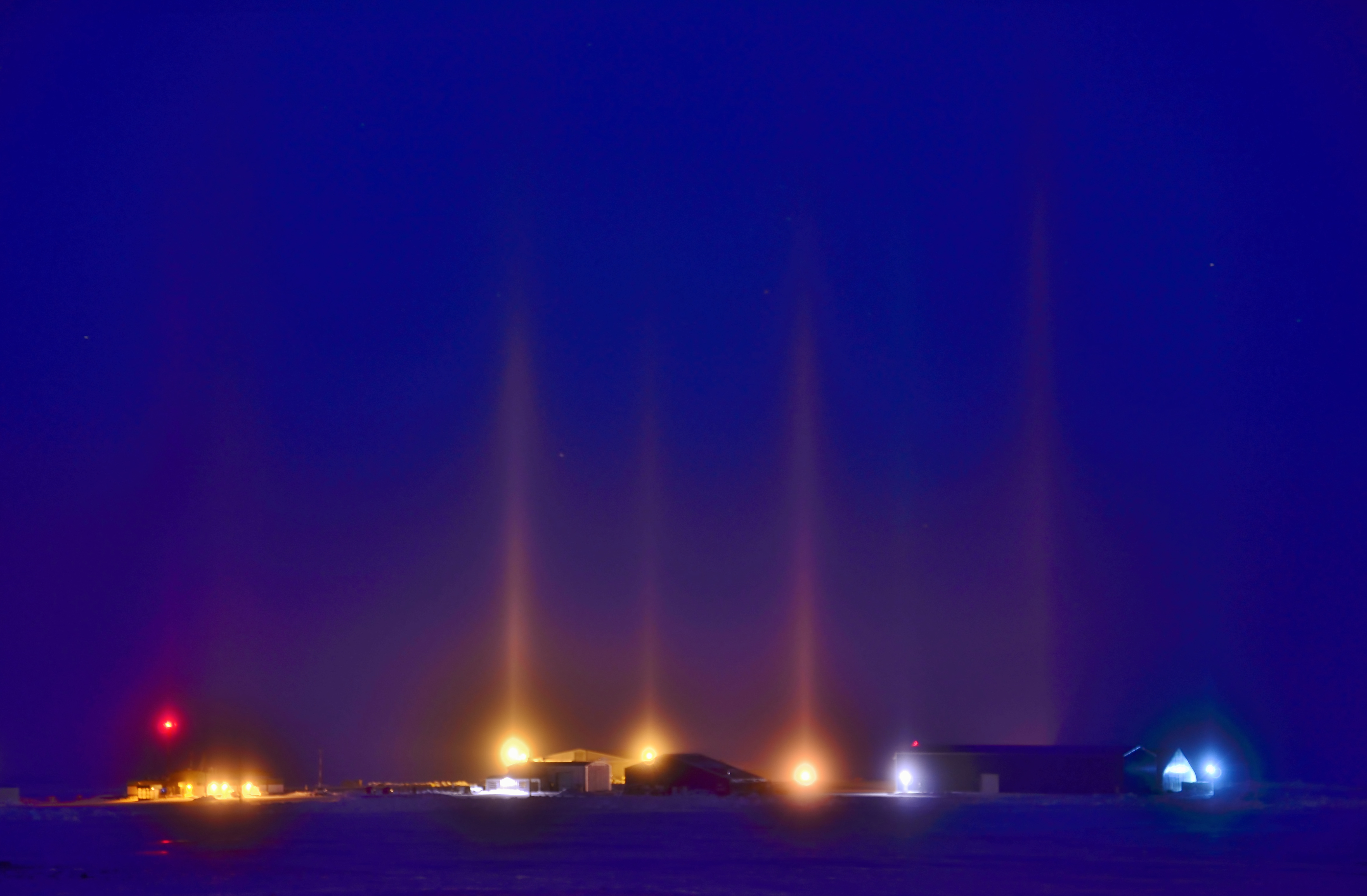
Những cây cột sáng về đêm, vịnh Cambridge, Nunavut, Canada

Trụ cột ánh sáng (tiếng Anh: Light pillar) là một hiện tượng quang học trong khí quyển xuất hiện dưới dạng một dải ánh sáng thẳng đứng mở rộng về phía trên hoặc dưới một nguồn ánh sáng. Hiệu ứng này được tạo ra bởi sự phản xạ ánh sáng từ vô số tinh thể băng nhỏ lơ lửng trong bầu khí quyển hoặc mây. Ánh sáng có thể đến từ Mặt Trời (thường là khi nó gần hoặc thậm chí dưới chân trời) trong trường hợp đó hiện tượng này được gọi là trụ cột Mặt Trời. Nó cũng có thể đến từ Mặt Trăng, các ngôi sao hoặc từ các nguồn trên mặt đất như đèn đường.

## Hình thành

Sơ đồ hình thành cột trụ ánh sáng

Vì chúng được gây ra bởi sự tương tác của ánh sáng với tinh thể băng, trụ cột ánh sáng thuộc về họ các hiện tượng hào quang. Các tinh thể gây ra các trụ cột ánh sáng thường bao gồm các dạng hình tấm phẳng hoặc lục giác, có xu hướng tự định hướng ít nhiều theo phương ngang khi chúng rơi chậm qua không khí. Mỗi bề mặt tinh thể của chúng hoạt động như một tấm gương khổng lồ phản chiếu nguồn ánh sáng khi nguồn được đặt ở một vị trí thích hợp (xem trong hình), nhiều sự phản xạ như vậy ở một đám tinh thể phân bố trên một khoảng độ cao nhất định tạo thành một hình ảnh ảo kéo dài thành một cột ánh sáng. Các tinh thể càng lớn thì hiệu ứng này càng trở nên rõ rệt hơn. Hiếm hơn, các tinh thể hình cột cũng có thể gây ra các cột ánh sáng. Trong thời tiết rất lạnh, các tinh thể băng có thể lơ lửng gần mặt đất, trong trường hợp này chúng được gọi là bụi kim cương.
Không giống như một chùm ánh sáng, một trụ cột ánh sáng không thực sự nằm trên hoặc dưới nguồn sáng. Sự xuất hiện của một đường thẳng đứng là ảo ảnh quang học, kết quả từ sự phản xạ từ các tinh thể tập thể khỏi các tinh thể băng, chỉ những hình ảnh nằm trong một đường thẳng đứng hướng các tia sáng hướng tới người quan sát (tương tự như sự phản chiếu của nguồn ánh sáng trong một tinh thể nước).

## Thư viện ảnh

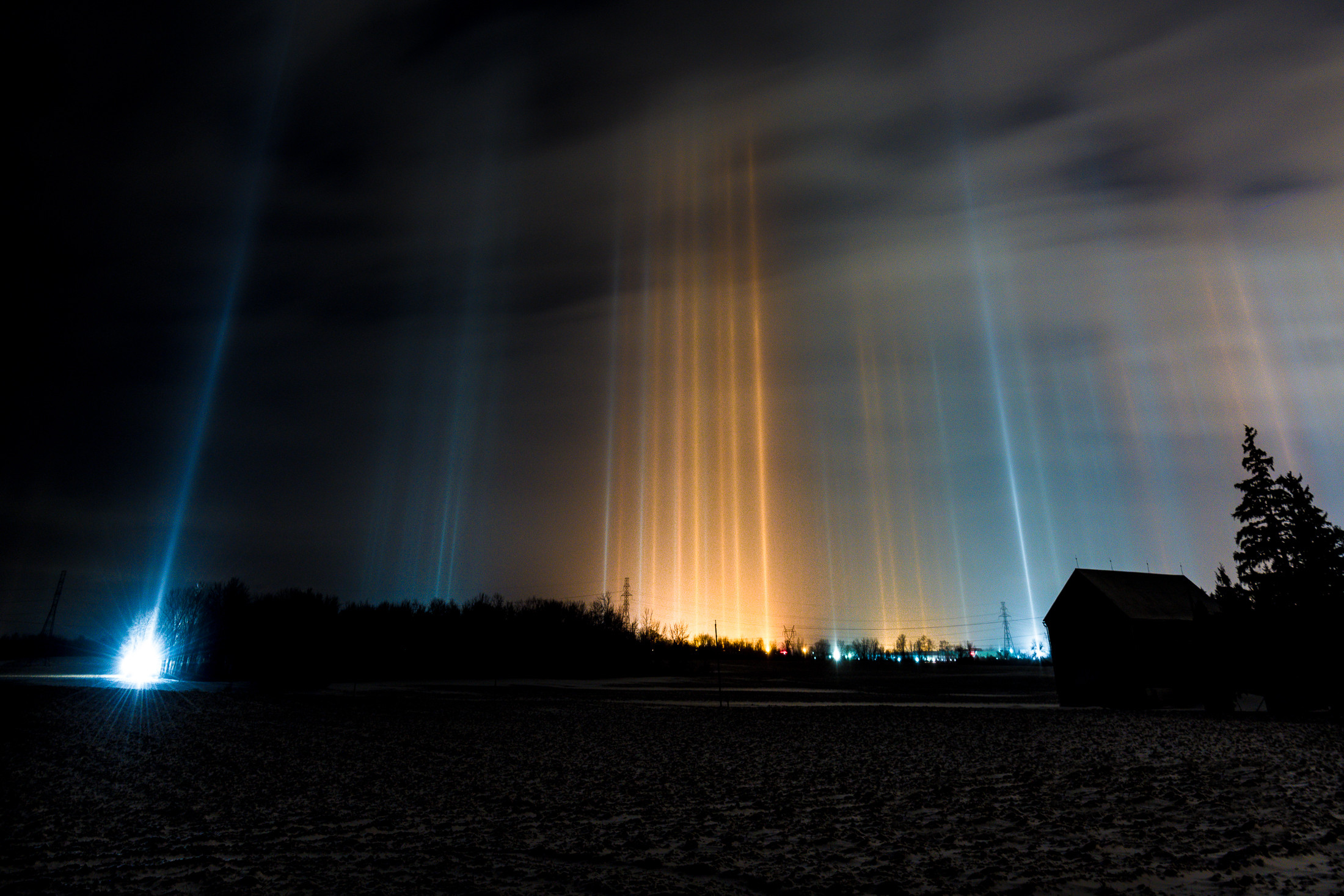
Trụ cột ánh sáng đèn đường ở London, Ontario, Canada
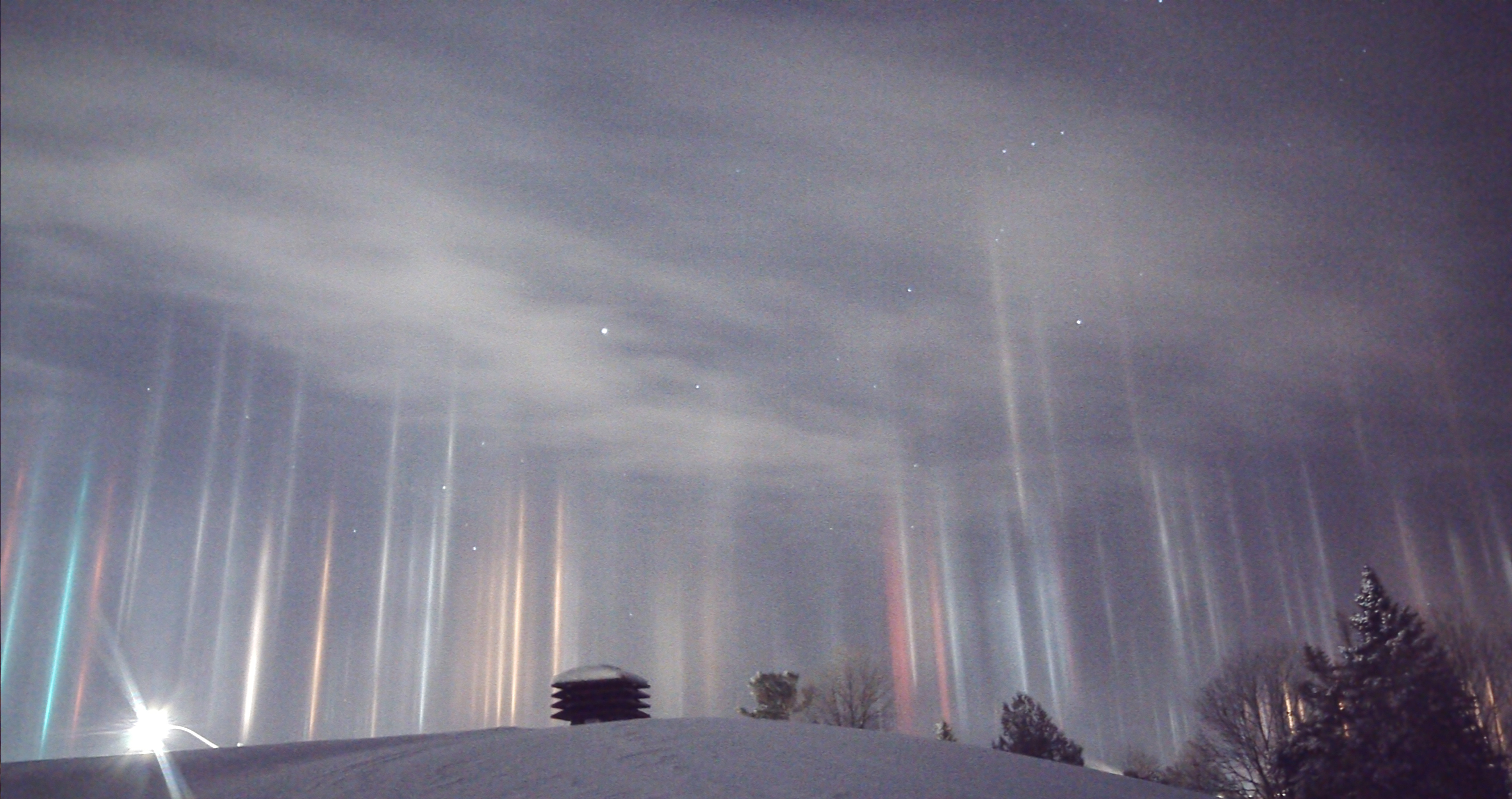
Trụ cột ánh sáng nhân tạo trên North Bay Ontario, Canada
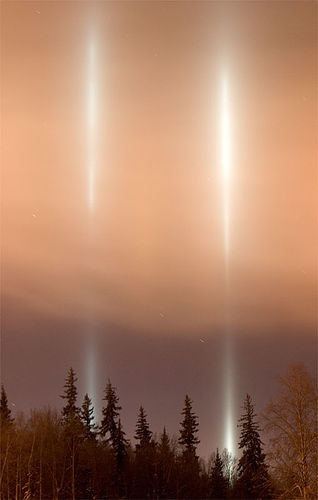
Trụ cột ánh sáng từ đèn làm việc không được che chắn phía trên University of Alaska Fairbanks
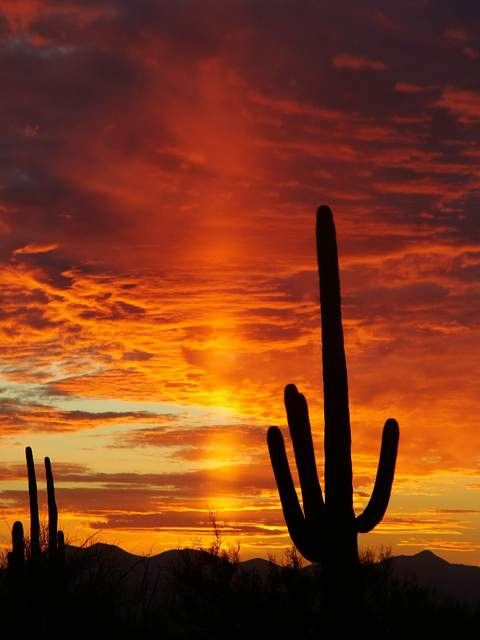
Mặt Trời lặn với trụ cột mặt trời ở Tucson, Arizona.
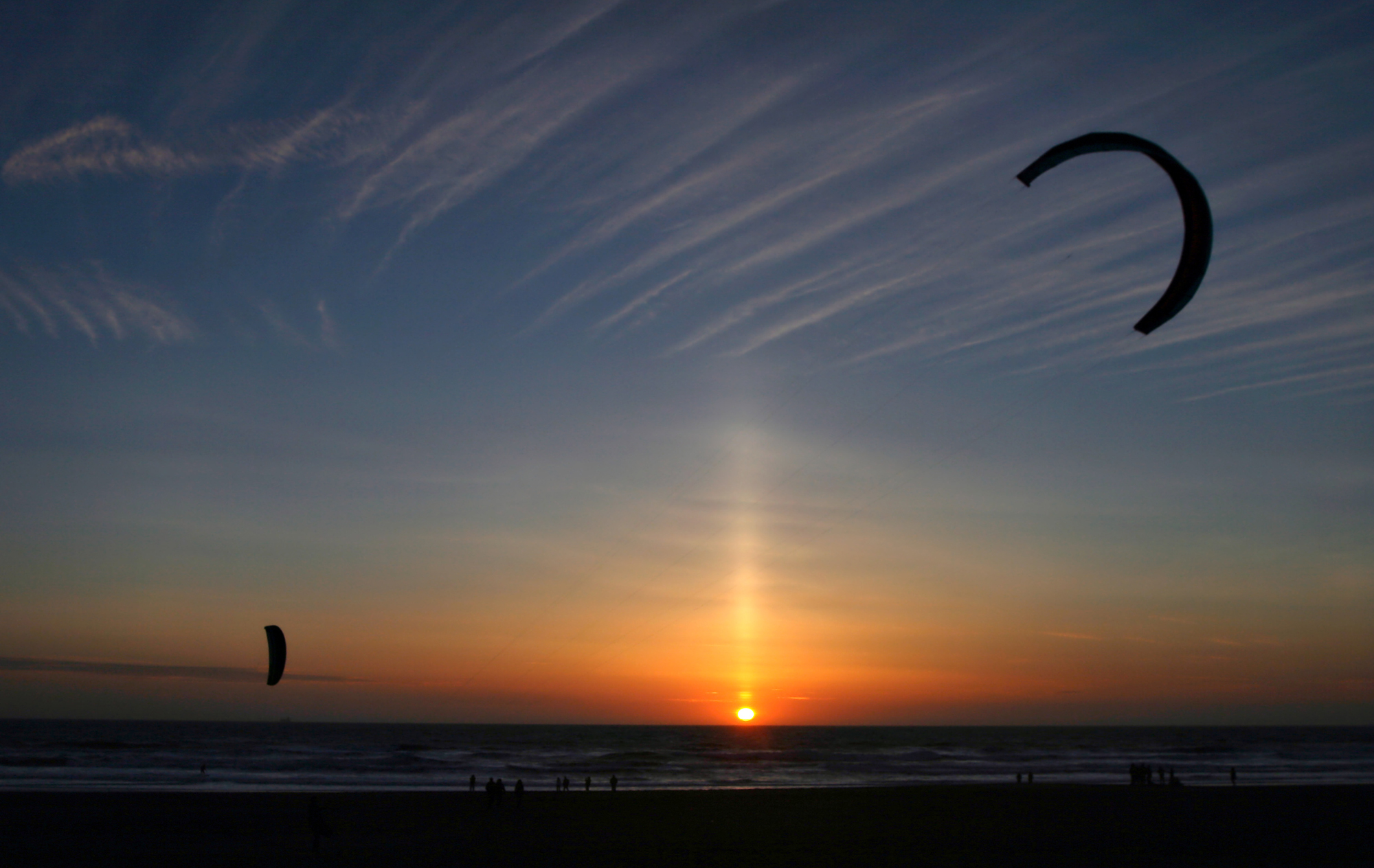
Trụ cột ánh sáng Mặt Trời ở San Francisco, California.
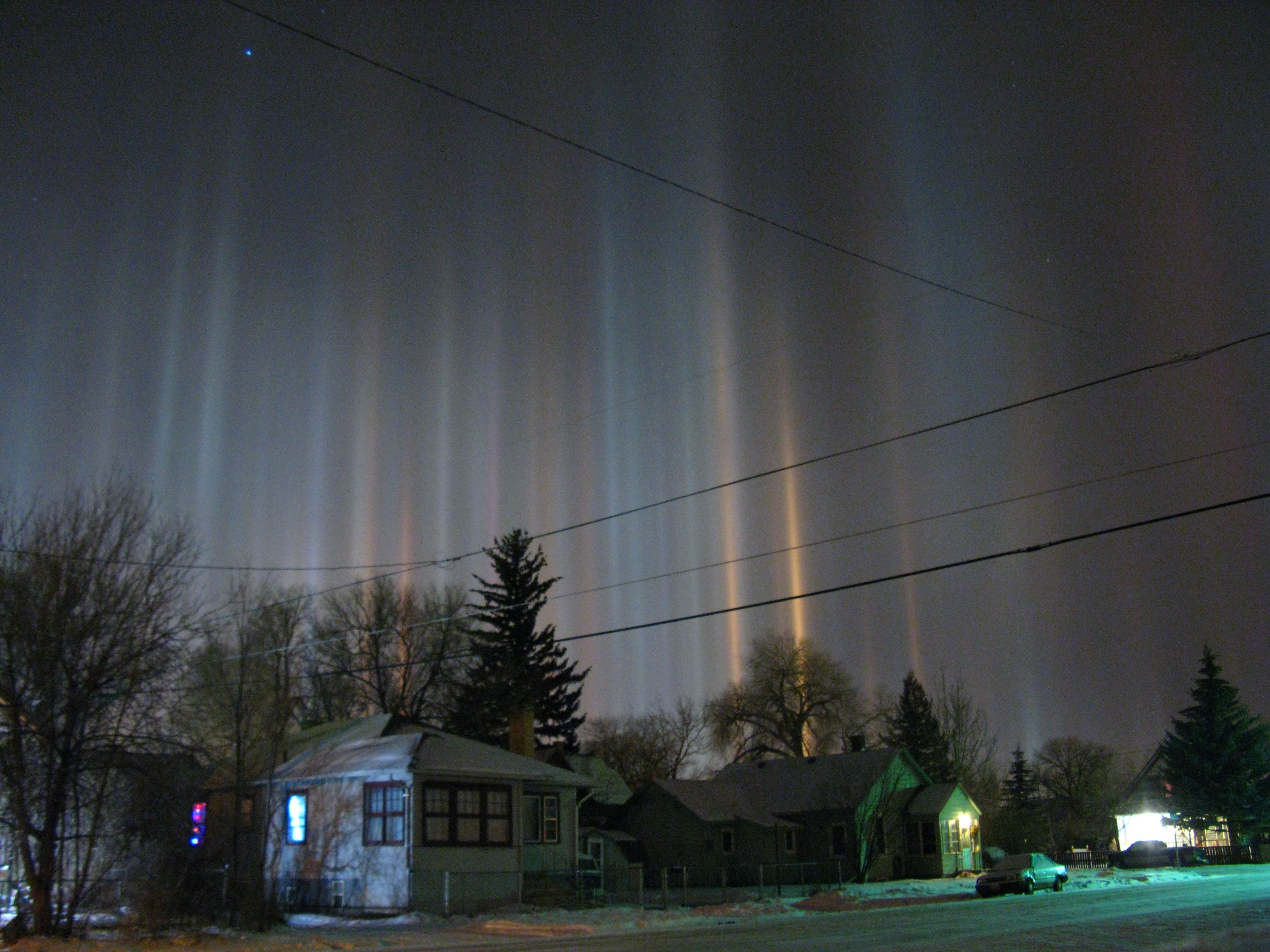
Những cây cột ánh sáng vào một đêm đông ở Laramie, Wyoming.
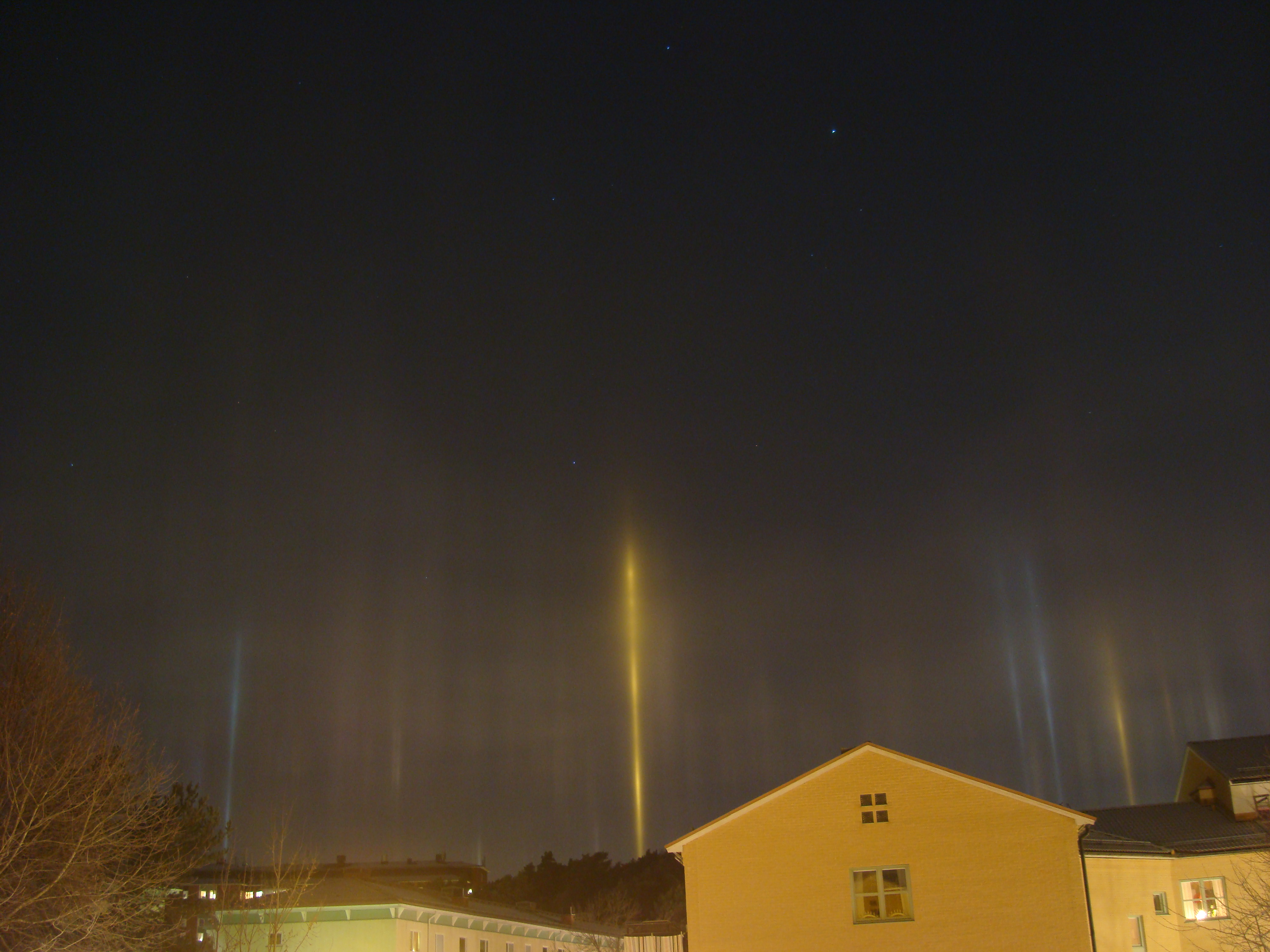
Trụ cột sáng trong một đêm đông lạnh tháng 1 năm 2016 tại Stockholm, Thụy Điển
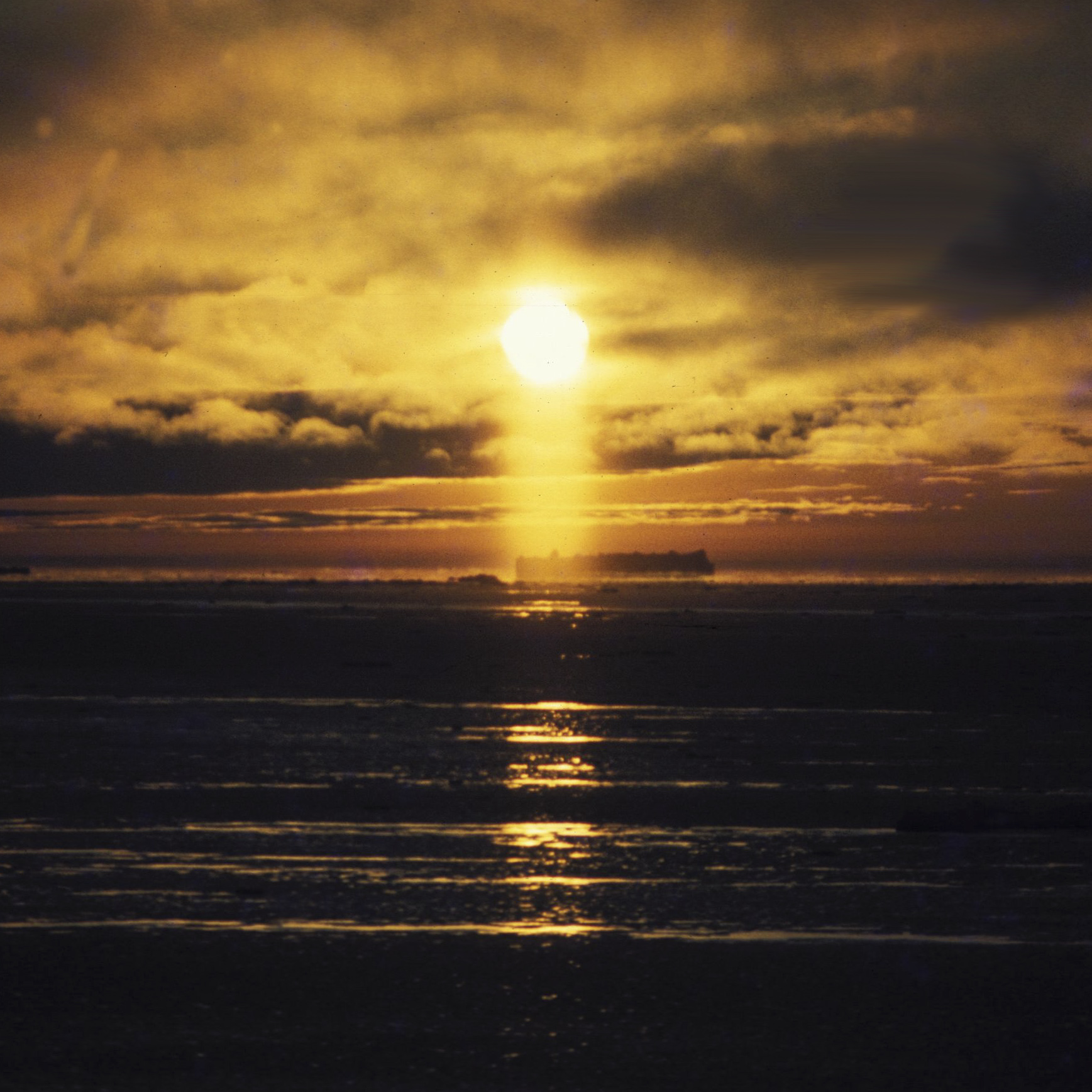
Một trụ cột Mặt Trời ở thấp hơn nhìn thấy ở Nam Cực.
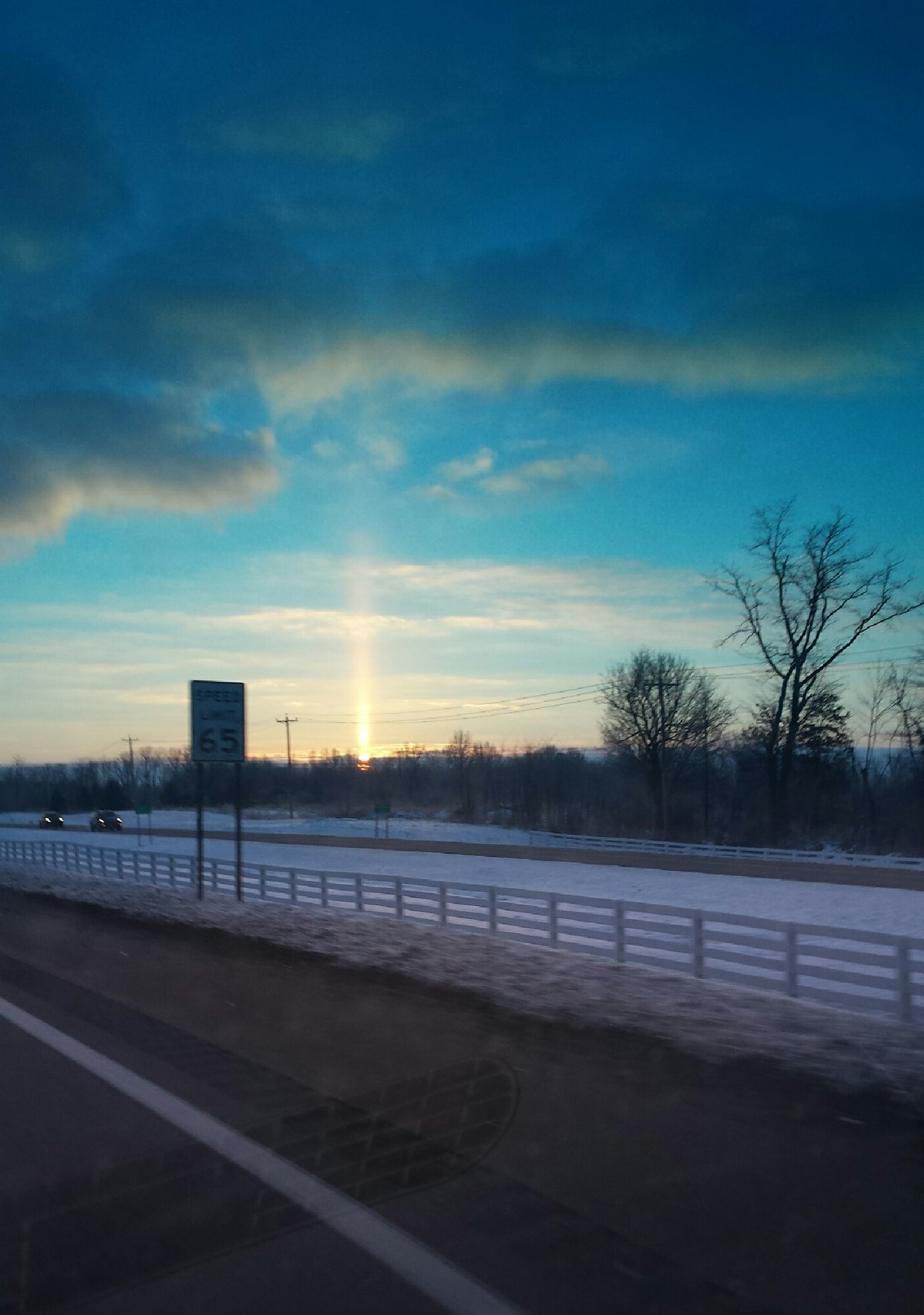
Một trụ cột Mặt Trời được thấy ở Ohio vào tháng 1 năm 2015.
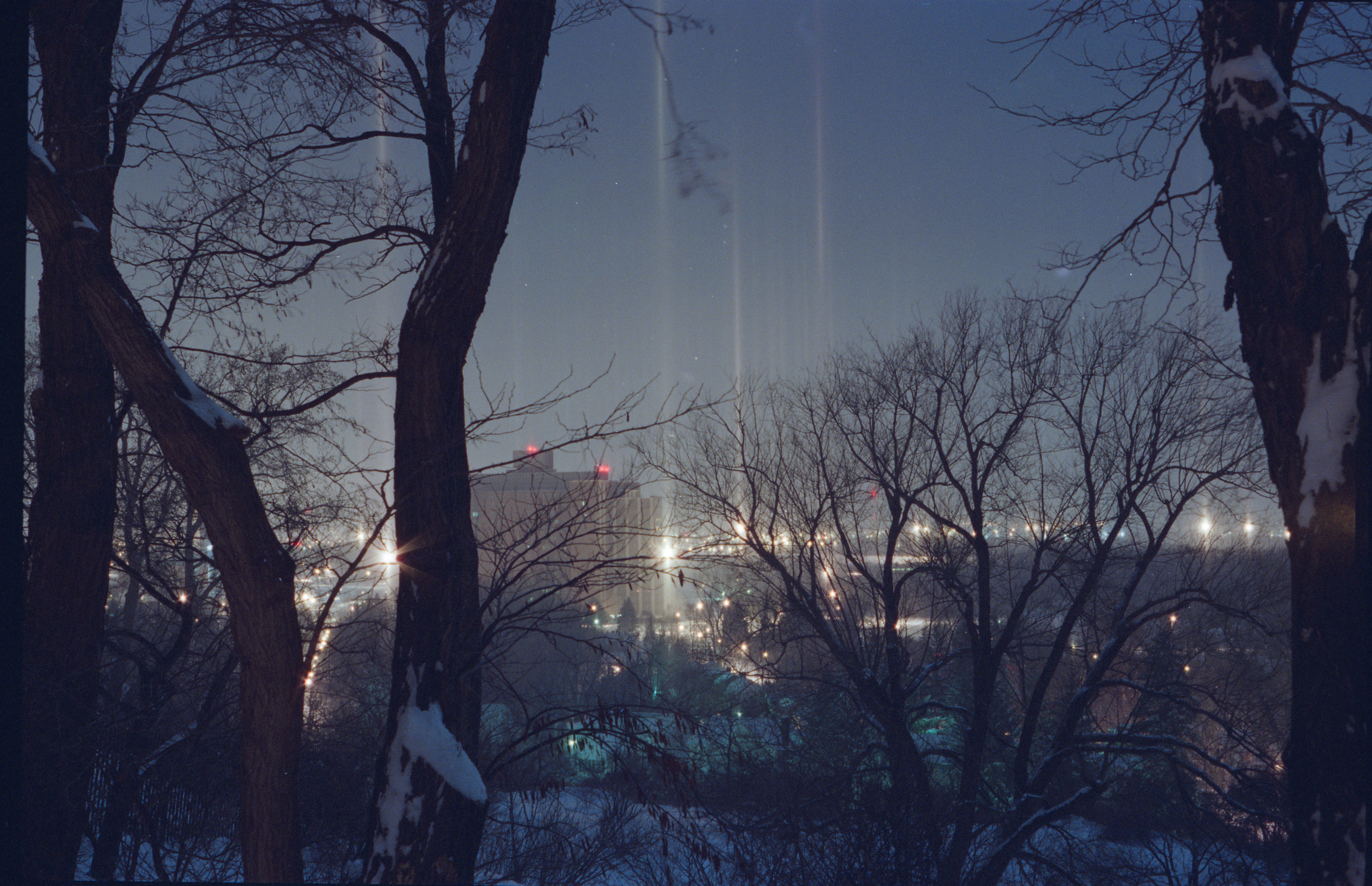
Trụ cột ánh sáng ở Rochester, New York vào những giờ sáng sớm ngày 27 tháng 12 năm 1993.